# Sexy Love
Singles de T-ara
Lovey-Dovey
(2012) Bunny Style!
(2013)
Sexy Love est le 5e single japonais du groupe T-ara, sorti le 14 novembre 2012 au Japon. Il sort sous 2 formats différents, CD et CD+DVD. Hajimete no You ni est la version japonaise de la chanson coréenne Tto Cheo Eumcheoreom. Il arrive 4e à l'Oricon. Il se vend à 40 835 exemplaires la première semaine et reste classé 10 semaines pour un total de 48 488 exemplaires vendus pendant cette période.

## Liste des titres
| 1. | Sexy Love (Japanese ver.)  |  |
| 2. | Day By Day (Japanese ver.) |  |
| 3. | Sexy Love (Instrumental)   |  |
| 4. | Day By Day (Instrumental)  |  |

| 1. | Sexy Love (Japanese ver.) |  |
| 2. | Bye Bye (Japanese ver.)   |  |
| 3. | Sexy Love (Instrumental)  |  |
| 4. | Bye Bye (Instrumental)    |  |

| 1. | Sexy Love (Japanese ver.) (Music Video)        |  |
| 2. | Sexy Love (Japanese ver.) (Music Video Making) |  |

| 1. | Sexy Love (Japanese ver.)                           |  |
| 2. | Hajimete no You ni (Japanese ver.) (初めてのように) |  |
| 3. | Sexy Love (Instrumental)                            |  |
| 4. | Hajimete no You ni (Instrumental) (初めてのように)  |  |

| 1. | Day By Day (Japanese ver.) (Music Video)                  |  |
| 2. | Sexy Love (Japanese ver.) (Music Video Dance future ver.) |  |